# Черноморское — Евпатория (автодорога)
Черноморское — Евпатория — автомобильная дорога на западе Крыма, протяжённостью 67,2 километра, соединяющая Евпаторию с райцентром Черноморское.

## Характеристика
В России имеет статус автомобильной дороги регионального значения и обозначения 35К-014, P-61, на Украине — статус территориальной дороги и обозначение Т-0108).
Дорога по степному Крыму очень прямая, от Евпатории проходит в северо-западном направлении, примерно на середине пути шоссе спускается к озеру Донузлав, который пересекает по «Аблямитскому мосту», за которым, поворачивая на запад, поднимается на Тарханкутскую возвышенности, пересекает вдоль Тарханкут и, в конце, опускается к пгт Черноморское на берегу Чёрного моря.
Впервые некая дорога по маршруту современной обозначена на карте Стрельбицкого 1920 года — сообщение, видимо, началось после строительства моста через Донузлав и, уже практически в современном виде отображена на карте Генштаба 1938 года.